# Anicetus ohgushii
Anicetus ohgushii är en stekelart som beskrevs av Tachikawa 1958. Anicetus ohgushii ingår i släktet Anicetus och familjen sköldlussteklar. Inga underarter finns listade i Catalogue of Life.